# Jarl Vesete
Jarl Vesete (o Véseti, m. 980) fue un vikingo danés y jarl de Bornholm, a finales del siglo X que se cita en la saga Jomsvikinga. De su relación con una dama danesa de noble cuna, Hildegunne, nacieron sus hijos, Sigurd Kappe y Bue digre (Búi), que se unieron a la hermandad mercenaria de los Jomsvikings, y se enfrentaron a Haakon Jarl en la batalla de Hjörungavágr donde Búi murió. Su hija Þórgunnr Vésetadóttir se casó con Aude Hvide, hijo de Palnatoke, y de esa relación nació Vagn Åkesson que también fue un afamado jomsviking.
Según Þorsteins saga Víkingssonar, Véseti era un vikingo de Hålogaland, Noruega, que pidió en matrimonio a la hija del rey Hálogi llamada Eisa, pero el rey se negó y los amantes se fugaron a la isla de Bornholm. El rey declaró que ambos fuesen proscritos, desterrados para nunca más volver a Noruega. En Bornholm crearon su propia hacienda, donde vivieron muchos años y tuvieron dos hijos, Búi y Sigurd, y una hija Thorgunna, madre de Vagn Åkesson.